# Four Sticks
Four Sticks är en sång skriven av Jimmy Page och Robert Plant, framförd av Led Zeppelin på albumet Led Zeppelin IV släppt 1971. Namnet på låten kommer ifrån John Bonhams trumspel. Han använder fyra trumpinnar. Han blev tydligen frustrerad över sitt trummande och för att bryta mönstret tog han två set trumpinnar och slog så hårt han kunde mot sina trummor.
Låten spelades in på nytt av Jimmy Page och Robert Plant tillsammans med Bombay Symphony Orchestra under deras resa till Indien 1972. Inspelningen har dock inte släppts officiellt men finns på ett flertal bootlegs.